# Mirosław Schossler
Mirosław Andrzej Schossler (ur. 29 maja 1967 w Krzeszowie) – polski policjant w stopniu nadinspektora (od 2011), zastępca Komendanta Głównego Policji (2013–2015).

## Życiorys
W 1986 ukończył Liceum Ogólnokształcące im. Bolesława Chrobrego w Leżajsku, a następnie Wydział Prawa i Administracji Uniwersytetu Marii Curie-Skłodowskiej oraz Wyższą Szkołę Policji w Szczytnie. W Policji służy od 1991. Piastował różne stanowiska kierownicze, w tym w 2007 funkcję I Zastępcy Komendanta Wojewódzkiego Policji z siedzibą w Radomiu oraz w latach 2007–2012 funkcję Świętokrzyskiego Komendanta Wojewódzkiego Policji, a w latach 2012–2013 Komendanta Stołecznego Policji. 3 listopada 2011 został mianowany na stopień nadinspektora. 19 kwietnia 2013 został mianowany Zastępcą Komendanta Głównego Policji. 19 lutego 2015 został pierwszym Zastępcą Komendanta Głównego Policji. 10 grudnia 2015 przejął obowiązki Komendanta Głównego po odwołaniu Krzysztofa Gajewskiego ze stanowiska. Kilka dni po tym został odwołany z zajmowanych stanowisk.

## Odznaczenia
- Srebrny Krzyż Zasługi (2008[7])
- Brązowy Krzyż Zasługi (2002[1])
- Brązowy Medal „Za Długoletnią Służbę”[4]
- Srebrna Odznaka „Zasłużony Policjant”[4]
- Medal „Pro Memoria”[4]
- Medal „Milito Pro Christo” (2014)[8]